# 坂上氏

坂上氏，是一個日本古代氏族。其家族遠祖自稱為東漢氏後裔。

## 其子孫所衍生的氏族
1. 平野氏：主要居住在攝津國平野庄（今大阪市平野区）一帶。
2. 末吉氏：平野氏的末裔。平野隼人正利吉之弟平野利方（末吉勘兵衛利方）為始祖。
3. 田村氏：起源於陸奥国田村郡，坂上浄野的曾孫田村古哲。奥州的大豪族，伊達政宗的正室愛姬出於此。
4. 徳山氏：美濃国的在地領主。田村麻呂之弟、坂上貞守的子孫。也是豪族。
5. 小島氏：紀伊国的在地領主，坂上望城的末裔。
6. 黒木氏：東漢氏的末裔。
7. 谷氏：近江的谷氏。近江谷氏的本貫來自於美濃国席田郡伊地良村。

## 名人
- 坂上苅田麻呂：第一代征夷大将軍，従三位，平定蝦夷。死後贈從二位。
- 坂上是則：歌人，従五位，擅蹴鞠。三十六歌仙中的一人。
- 坂上望城（日语：坂上望城）：坂上是則之子。
- 坂上忍（日语：坂上忍）：俳優。
- 坂上香織：歌人。